# Distretto di Manafwa
Il distretto di Manafwa è un distretto dell'Uganda, situato nella Regione orientale.